# 西阳镇 (梅州市)
西阳镇，是中华人民共和国广东省梅州市梅江区下辖的一个镇，地处梅江区东南部,距梅城10公里,总面积为272.5平方公里，常住居民人口为3.4万人，辖下设27个村民委员会和3个居民委员会，镇人民政府设西阳圩，辖区矿产资源丰富，农林业发展快，梅州市重点民心工程-清凉山水利枢纽、广东梅州经济技术开发区和广东梅江清凉山省级自然保护区（清凉山郊野公园）建于该镇。
2012年9月23日，广东省民政厅批复同意梅县西阳镇划归梅州市梅江区管辖。

## 行政区划
西阳镇下辖以下地区：
圩镇社区、清凉移民社区、白宫社区、清凉村、溪田村、新田村、秀竹村、桂竹村、塘青村、北联村、申渡村、双黄村、龙坑村、罗乐村、莆田村、莆蔚村、桃坪村、白水村、四平村、江子上村、新联村、太平村、龙岗村、阁公岭村、直坑村、赛仁村、将军阁村、鲤溪村、嶂下村和明山村。